# 이탈리아의 정당
이탈리아의 정당(이탈리아어: Partiti politici italiani)은 전통적으로 심하게 파편화되어 있었고 군소 정당이 난립해 왔다. 군소정당들은 연정 참여를 철회하면서 정치적 위기를 많이 야기했고 크기에 비해 정치적 영향력을 행사해왔다.
1990년대 초반 냉전체제와 동구권의 붕괴를 겪으면서 이탈리아 정당체제는 큰 변화를 겪는다. 이탈리아 공산당(PCI,Partito Comunista Italiano)이 좌파민주당(DS, Democratici di sinistra)로 이름을 바꾸면서 좌파정당은 파편화되 많은 소정당들이 생겨났다.
우파 보수정당도 이 시기에 많은 변화를 겪는다. 검사 폴의 "깨끗한 손(mani pulite)"에 의해 장기간 집권을 했던 기민당(DC)와 사민당(PSI, Partito Socialista Italiano)의 부패가 드러나면서 두 정당은 해체되기에 이른다. 기민당은 군소정당으로 분리되고 사민당은 해체되었다. 이런 정치적 변화 와중에 북부동맹(Lega Nord)과 민족동맹(Alleanza Nazionale)과 같은 지역주의 정당과 민족주의 극우정당들이 탄생하였다.
이 외에도 1994년 이탈리아 최대 재벌 총수인 실비오 베를루스코니가 포르차 이탈리아(Forza Italia)를 창당하여 우파세력 내에서 주도적인 위치를 차지하였다. 이어서 1995년에는 로마노 프로디가 진보-개혁적 중도좌파연합체 이탈리아 올리브나무동맹을 창당하였다.
1996년 전후 최초로 진정한 의미에서 정권교체가 이루어졌다. 2001년까지 올리브동맹이 이끄는 중도연합이 정부를 이끌었다.
2001년 베룰루스코니가 이끄는 중도 우파 동맹 "자유의 집" 다수를 차지해 집권한다.
2006년 실시된 선거에서 로마노 프로디가 이끄는 연합이 근소한 표차로 우파동맹을 꺾고 집권에 성공했다.

## 주요 정당

### 대형 정당
- 오성운동
- 민주당
- 북부동맹

### 중형 정당
- 살비니를 위하여
- 포르차 이탈리아
- 이탈리아의 형제
- 자유와 평등 (민주와 진보 운동-이탈리아 좌파당-이탈리아 가능당)

### 군소 정당
- 더 많은 유럽 (이탈리아 급진당-민주중앙당)
- 이탈리아의 우리 (이탈리아의 길-시민의 선택-대중의 구성-자율성을 위한 운동)
- 인민의 힘 (공산혁명당-이탈리아 공산당)
- 카사파운드
- 가족과 사람들
- 인기있는 시민 (인기있는 대안-이탈리아의 가치-연대하는 민주주의)
- 연합중도당
- 이탈리아 자유당
- 이탈리아 사회당
- 행동과 동질감
- 국민자주운동
- 녹색연방당
- 이탈리아의 기운

### 지역 정당

#### 발레다오스타주
- 발도스탄연합
- 발도스탄자유연합
- 에너지 자치참여당
- 에델바이스

#### 피에몬테주
- 피에몬테 북부동맹
- 온건당

#### 볼차노
- 볼차노 자유당
- DF
- 녹색당
- 볼차노 자유

#### 트렌티노알토아디제주
- 트렌티노 트롤리안 자치당
- 트렌티노 연합당
- 트렌티노 프로젝트
- 트렌티노 북부동맹
- 트렌티노 시민목록

#### 베네토주
- 리가 베네타
- 토시 리스트 포 베네토
- 우리는 베네토에서 독립한다
- 베네티안 독립당

#### 프리울리베네치아줄리아주
- 자율책임당
- 북부동맹 FVG
- 시민자유

#### 에밀리아로마냐주
- 에밀리아 북부동맹
- 로마냐 북부동맹

#### 리구리아주
- 리구리아 북부동맹

#### 캄파니아주
- 위더 사우스

#### 바실리카타주
- 이탈리아 현실당

#### 칼라브리아주
- 더 데모카라트
- 우익자치당

#### 시칠리아주
- 민주개혁약속당
- 시칠리아당
- 더 메가폰
- 시칠리 민주당

#### 사르데냐주
- 사르데냐 개혁당
- 사르데냐 행동당
- 사르데냐 연합당
- 사르데냐 공화국 프로젝트
- 사르데냐당
- 적색황야당
- 사르데냐 민주연합당
- 기독교 민중연합당

## 최소 기준
- 1명 이상의 하원의원 또는 유럽의회의원을 보유할 것
- 지난 전국선거(총선, 유럽의회 선거)에서 0.5% 이상 득표할 것
- 3개 이상의 지방의회 의석을 보유할 것

## 분류 기준
- 주요정당 : 최근의 전국단위 선거에서 20% 이상의 지지율을 얻었거나, 200명 이상의 하원의원 또는 20명 이상의 유럽의회 의원을 보유한 정당
- 중형정당 : 최근의 전국단위 선거에서 4~20%의 득표를 받았거나, 30명 이상의 하원의원 또는 5명 이상의 유럽의회 의원을 보유한 정당
- 소형정당 : 최소 기준에 해당하는 나머지 정당.